# Experimentelle 41-cm-Haubitze
Die Experimentelle 41-cm-Haubitze (jap. 試製四十一糎榴弾砲, Shisei shijūichi-senchi ryūdanhō) war eine Haubitze, die vom Kaiserlich Japanischen Heer während der sowjetischen Invasion Mandschukuos 1945 eingesetzt wurde. Sie war das schwerste Geschütz, das jemals vom Kaiserlich Japanischen Heer eingesetzt wurde.

## Geschichte
Mitte der 1920er wurde der Forderung des Heeres entsprochen, schwere Geschütze für die Küstenverteidigung anzuschaffen. 1926 wurden neben dem Typ 90 24-cm-Eisenbahngeschütz eine 41-cm-Haubitze eingeführt. Die Haubitze war für die Küstensicherung vorgesehen und das erste Modell wurde Experimentelle 41-cm-Haubitze getauft. Das schwere Kaliber wurde im Zuge der weltweiten Abrüstung nach dem Ersten Weltkrieg überflüssig und die Weiterentwicklung der Haubitze wurde nicht weiterverfolgt. Die folgenden elf Jahre wurde die Haubitze nicht verwendet und erst 1937 reaktiviert. Ende der 1930er wurde das Geschütz in die Mandschurei zur Festung Kotō (chin. Hutou, Hulin) verlegt, um die japanische Verteidigung im Falle eines Angriffs der Roten Armee zu stärken. Das japanische Heer hatte entlang der Grenze zur Sowjetunion acht Festungen anlegen lassen, als stärkste die Festung Kotō am Ussuri-Fluss. Großangelegte Festungswerke, ähnlich der Maginotlinie, wurden von der 4. Grenzschutz-Einheit bewacht. Die 1400 Mann starke Besatzung verfügte über zwei Batterien Feldgeschütze und Haubitzen, das Typ 90 Eisenbahngeschütz sowie die Experimentelle 41-cm-Haubitze. Wegen des hohen Gewichts der Haubitze wurde eine spezielle geschützte Stellung gebaut. Ein halbkugelförmiger Bunker schützte die Haubitze vor schwerstem Beschuss.
Als die Sowjets im August 1945 während der Invasion Mandschukuos die japanischen Stellungen rund um die Festung Kotō angriffen, feuerte die Experimentelle 41-cm-Haubitze innerhalb einer Woche über 100 Granaten ab und zerstörte eine Eisenbahnbrücke der Transsibirischen Eisenbahn. Nach Einnahme der Festung sprengten die sowjetischen Truppen den Geschützbunker. Das Rohr der Haubitze wurde als Kriegsbeute in die Sowjetunion gebracht.

## Technik
Die Experimentelle 41-cm-Haubitze hatte ein Gewicht von 318 Tonnen und verschoss 1000 Kilogramm schwere Granaten. Es hatte in offener Feuerstellung einen 360° Seitenrichtbereich. Bei Einsatz in der Festung Kotō war der Seitenbereich, bedingt durch die Bunkerstellung in der sich die Haubitze befand, auf etwa 45° begrenzt. Sie konnte durch zwei Öffnungen einen definierten Bereich vor ihrer Stellung mit Feuer bestreichen. Um die Haubitze von einer Öffnung zur anderen zu bewegen, wurde das Geschütz, das sich auf einem Drehkranz befand, zurückgezogen. Daraufhin konnte der Drehkranz gedreht werden und nach erfolgreicher Ausrichtung wurde die Haubitze in die neue Feuerstellung geschoben.
Technische Daten
- Kaliber: 410 mm
- Geschützlänge: 13,445 m
- Höhenrichtbereich: −5° bis +75°
- Seitenrichtbereich:
  - Offene Feuerstellung: 360°
  - Bunkerstellung: ca. 45°
- Geschützgewicht: 318 t
- Geschossgewicht: 1000 kg
- Mündungsgeschwindigkeit V0 = 580 m/s
- Maximale Reichweite: 20 km
- Produzierte Anzahl: 1